# Perry (Utah)
Perry je město v okresu Box Elder County ve státě Utah ve Spojených státech amerických. K roku 2010 zde žilo 4 512 obyvatel. S celkovou rozlohou 19,9 km² byla hustota zalidnění 120 obyvatel na km².